# 안성 칠장사 대웅전
안성 칠장사 대웅전(安城 七長寺 大雄殿)은 대한민국 경기도 안성시 죽산면, 칠장사에 있는 조선시대의 건축물이다. 1983년 9월 19일 경기도의 유형문화재 제114호로 지정되었다가, 2019년 8월 29일 대한민국의 보물 제2036호로 승격되었다.

## 개요
칠장사는 칠현산에 자리잡고 있는 절로 신라 선덕여왕 5년(636)에 자장율사가 세웠으며, 고려 현종 5년(1014)에 혜소국사가 다시 지었다. 조선 숙종 20년(1694)에 절이 불에 타 숙종 30년에 석규대사가 대웅전을 옮겼다. 영조 12년(1736)에 설영대사가 고쳤으며, 그 뒤에도 여러 차례 수리하였다.
칠장사 대웅전은 석가모니를 모시는 법당으로 조선 후기에 세워져 여러 차례 수리한 것으로 보인다.
앞면 3칸·옆면 3칸이며, 지붕은 옆면이 사람 인(人)자 모양인 맞배지붕이다. 기둥 위에서 지붕 처마를 받치는 공포가 기둥 위와 기둥 사이에도 있는 다포계양식으로 각 칸마다 2개의 공포를 설치했다. 내부 천장은 우물천장으로 불화와 연꽃무늬로 채색되어 있고, 중앙에는 불단이 있어 그 위에 석가삼존불이 모셔져 있다.
이러한 형식은 조선 후기 소규모 절의 대웅전 건물에서 볼 수 있는 특징이다.

## 보물 지정사유
「안성 칠장사 대웅전」은 1790년(정조 14년) 중창되고 1828년(순조 28년) 이건된 건물로서, 경기도권의 조선후기 사찰 중심 불전의 건축 상황을 잘 보여주고 있어 역사적, 학술적 가치가 크다.
전체 평면은 정면 3칸, 측면 3칸으로 화려한 다포식 공포를 전후면에만 두고, 구조는 짓고 관리하기 쉬운 2고주 5량의 맞배집으로 처리한 것은 전반적으로 교세가 위축되어 있던 조선 후기 불전 건축의 전형적인 모습으로 볼 수 있다. 공포의 구성과 초각, 내부의 가구 구성과 불단의 조성, 소란반자와 연등천장, 닫집을 함께 사용한 천장의 처리, 고주와 우주 등에서 두드러지는 자연목의 사용, 사방의 벽면에 둔 창호의 배열 등도 모두 18-19세기 불전 건축의 상황을 잘 보여준다.
한편, 고려전기 이래로 면면히 이어온 유래 깊은 사찰 건축의 전통에서 비롯한 특수한 모습도 아울러 가지고 있다. 전면의 석축과 계단, 초석 등에서는 시대를 거슬러 올라가는 수준 높은 석 공작의 기법도 엿볼 수 있다. 천장 우물반자 청판에 일부 남아 있는 화초모양을 도드라지게 그린 금색의 고분단청은 몇 안 남아 있는 희소성을 가지고 있다. 고분단청은 호분 등으로 여러 번 칠해 도드라지게 한 다음 채색하는 것으로 입체감을 주는 채색법이다.
대웅전에는 1685년 만들어진 목조석가삼존불좌상(경기 유형 제213호)이 모셔져 있고, 1628년 그려진 칠장사오불회괘불탱(국보 제296호), 1710년에 그려진 칠장사삼불회괘불탱(보물 제1256호)이 전한다. 또한 칠장사 경내에 안성 칠장사 혜소국사비(보물 제488호) 등 고려시대의 불교 유적을 비롯하여 다수의 유물을 소장하고 있으며, 사찰의 역사를 전하는 사적기 및 현판 등도 다수 남아있다.

## 같이 보기
- 안성 칠장사 - 경기도 문화재자료 제24호
- 안성 칠장사 대웅전 목조석가삼존불좌상 - 경기도 유형문화재 제213호

## 참고 자료
- 안성 칠장사 대웅전 - 국가유산청 국가유산포털